# Meulebeke
Meulebeke ist eine belgische Gemeinde in der Region Flandern mit 11.123 Einwohnern (Stand 1. Januar 2024).
Tielt liegt 5 Kilometer nördlich, Kortrijk 12 km südlich, Brügge 28 km nördlich, Gent 32 km nordöstlich und Brüssel etwa 75 km östlich.
Die nächsten Autobahnabfahrten befinden sich im Westen bei Roeselare an der A17, im Südosten bei Deerlijk und Waregem an der A14/E 17 und im Norden bei Aalter an der A10/E 40. 

Regionalbahnhöfe befinden sich unter anderem in Tielt, Izegem, Roeselare und Waregem; in Brügge und Gent halten auch überregionale Schnellzüge. 

Nahe der Hauptstadt Brüssel gibt es einen internationalen Flughafen.

## Söhne und Töchter der Gemeinde
- Karel van Mander (1548–1606), Dichter, Schriftsteller, Maler und Zeichner
- Norbert Kerckhove (1932–2006), Radrennfahrer
- Walter Boucquet (1941–2018), Radrennfahrer
- Daniel Van Ryckeghem (1945–2008), Radrennfahrer

## Trivia
In älteren Quellen findet sich die Bezeichnung Meulebeeke statt Meulebeke.